# Piazza San Francesco (Grosseto)
Piazza San Francesco è una delle principali piazze del centro storico di Grosseto.
La piazza si apre sul lato sinistro della chiesa di San Francesco, da cui prende il nome, e comprende una terrazza leggermente rialzata delimitata da strada Ginori, dove si trovano l'ex ospedale della Misericordia e il pozzo dello Spedale, dal chiasso delle Monache e dal prospetto posteriore del convento delle Clarisse. La piazza si estende fino a comprendere il sagrato della chiesa di San Francesco, al confine con piazza dell'Indipendenza e all'imbocco di via Andrea da Grosseto.

## Storia
L'area dove oggi sorge la piazza è documentata sin dal 1233, quando in un atto di vendita di alcuni beni si legge di una «contrada fratrum minorum», indicando la presenza in loco della presenza stabile di un ordine monastico. Si trattava infatti dello scomparso convento di San Fortunato, abbandonato dai frati benedettini in quegli stessi anni. Nel 1289 fu quindi consacrata sul luogo della vecchia struttura la nuova chiesa e convento di San Francesco, che andò a delimitare il lato nord-orientale della piazza. In un altro documento del 1300 si legge infatti di una «contrada Sancti Francisci», comprendente oltre al convento ed alla chiesa anche alcune abitazioni, che apparteneva al Terzo di San Pietro. C'è quindi la possibilità che allora il luogo del convento fosse situato all'esterno della città vera e propria, in quanto l'indicazione di "contrada" a quel tempo indicava piuttosto un "circondario", spesso situato in aperta campagna o in prossimità di un villaggio.
Nel XIII secolo è documentata la presenza, di fianco alla chiesa, di una struttura assistenziale per pellegrini e poveri, il cosiddetto Ricovero di fra Roncone, dal nome del primo guardiano del convento di San Francesco. Nel 1465 fu costruito di fronte all'ospedale un pozzo in travertino, noto infatti come pozzo dello Spedale, o pozzo delle Corna.
Con l'annessione di Grosseto al Granducato di Toscana, nella seconda metà del XVI secolo, ormai caduto in disuso lo spedale di San Giovanni in piazza del Duomo, fu decisa la costruzione di un nosocomio sul luogo del vecchio ricovero francescano. Nel 1787 l'ospedale fu ristrutturato e ampliato, e venne realizzato il cosiddetto "arco delle monache", che metteva in collegamento la struttura con il convento delle Clarisse, dove risiedevano gli impiegati dell'ospedale.
Nel 1927 venne demolito l'arco delle monache. L'area di fronte all'ospedale continuava tuttavia a rimanere delimitata da un muro, dietro al quale si trovava il cortile con l'orto del convento delle Clarisse. L'area dell'orto delle monache fu aperta al pubblico negli anni 1990 e demolito il muro divisorio, realizzando la terrazza rialzata adibita ad area spettacoli per attività di interesse culturale.

## Edifici e monumenti
Chiesa di San Francesco
La chiesa di San Francesco fu fondata alla fine del XIII secolo quando ne presero possesso i francescani, a seguito della riedificazione dell'edificio sul luogo di una più antica chiesa dedicata a San Fortunato e appartenente ai benedettini, i quali l'avevano abbandonata nel 1230. Lavori di ristrutturazioni successive hanno in parte modificato l'aspetto originario e agli inizi del XX secolo fu ricostruito il campanile, rialzato di un piano, danneggiato da un fulmine nel 1917. All'interno, tra le varie opere, spicca soprattutto il Crocifisso ligneo duecentesco con dubbia attribuzione, oscillante tra Duccio di Buoninsegna, il Maestro di Badia a Isola e Guido di Graziano. Addossato al lato sinistro della chiesa si trova il convento con il chiostro, caratterizzato dalla presenza del cinquecentesco pozzo della Bufala.
Monumento a San Francesco
Il monumento a San Francesco è situato di fronte al sagrato della chiesa intitolata al santo, in posizione leggermente decentrata verso destra in direzione dell'asse stradale per il pubblico passaggio. L'opera è stata realizzata dallo scultore Tolomeo Faccendi e posizionata nel 1965. Inizialmente, la statua in bronzo sormontava una fontana, poi sostituita con un piedistallo in occasione del Giubileo del 2000.
Ex ospedale della Misericordia
Il palazzo del vecchio spedale Misericordia è situato sul lato orientale della piazza, all'imbocco di strada Ginori. L'edificio ospita dal 1998 il Polo Universitario Grossetano ed è stato realizzato nel XVI secolo. Nel 1787 il complesso fu profondamente ristrutturato e ampliato. La cancellata in ferro battuto è opera di Ivaldo Reggiani. Il nosocomio chiuse nel 1974, quando venne ultimato il trasferimento nel nuovo ospedale Misericordia.
Pozzo dello Spedale
Il pozzo dello Spedale, detto anche pozzo delle Corna, è posizionato di fronte all'ingresso dell'ex ospedale, nell'angolo nord-orientale della piazza, ai piedi della sezione rialzata per le attività culturali. La cisterna in travertino doveva rifornire le abitazioni della parte settentrionale del centro storico e fu realizzato dalla Repubblica di Siena intorno al 1465. Scolpita su di esso è ancora oggi visibile la balzana senese.